# عفاف الصادق
عفاف الصادق حمد النيل (1954 - 6 يناير 2018) شاعرة وإعلامية وأكاديمية سودانية راحلة.

## عن حياتها
ولدت عام 1954 في العاصمة السودانية الخرطوم وهي زوجة الفنان أبوعركي البخيت. عملت أستاذة مساعدة بقسم التربية وعلم النفس، كلية التربية للبنات بصبيا، الأقسام الأدبية بجامعة جازان بالإضافة إلى رئاستها لقسم التربية وعلم النفس.

## المؤهلات العلمية
- بكالوريوس: جامعة السودان/ كلية الدراما، التخصص: النقد الأدبي والدراسات المسرحية.
- الماجستير: المنظمة العربية للتربية والثقافة والعلوم – معهد الخرطوم الدولي لتعليم اللغة العربية. التخصص: تعليم اللغة العربية للناطقين بغيرها.
- الدكتوراه: جامعة أم درمان الإسلامية كلية التربية. التخصص: المناهج وطرق التدريس الخاصة.

## الخبرات العملية
- عملت بالإذاعة: مخرجة إذاعية، مديرة إدارة التدريب، ومديرة قسم الدراما، ومديرة إذاعة البرنامج الثاني.
- المدير العام والعضو المنتدب ورئيسة مجلس إدارة شركة الأشقاء للطباعة والنشر والتوزيع 1998-2002 م.
- المدير العام لمجلة كي مارس الإعلامية.
- أستاذ مشارك بجامعة الأحفاد وجامعة أم درمان الأهلية.
- الصحافة: المشاركة في الكتابات الأدبية والعلمية والثقافية في صحف: الأضواء –الأيام- الرأي العام- الخرطوم- الحرية- وجريدة الصحافة.
- التلفزيون: المشاركة في تقديم برامج أدبية وثقافية ومقابلات بالإضافة إلى برامج الأطفال.
- المسرح: النقد والتحليل لكثير من الأعمال المسرحية بجريدتي الأيام والصحافة.

## وفاتها
توفيت في يوم السبت 6 يناير 2018 في مستشفى صبيا بمنطقة جازان السعودية عن عمر يناهز 64 سنة.